# Moulin sur la rivière Gradac à Valjevo
Le moulin sur la rivière Gradac à Valjevo (en serbe cyrillique : Воденица на јазу реке Градац у Ваљеву ; en serbe latin : Vodenica na jazu reke Gradac u Valjevu) est un moulin à eau situé à Valjevo, dans le district de Kolubara, en Serbie. Il est inscrit sur la liste des monuments culturels protégés de la république de Serbie (identifiant no SK 888).

## Présentation

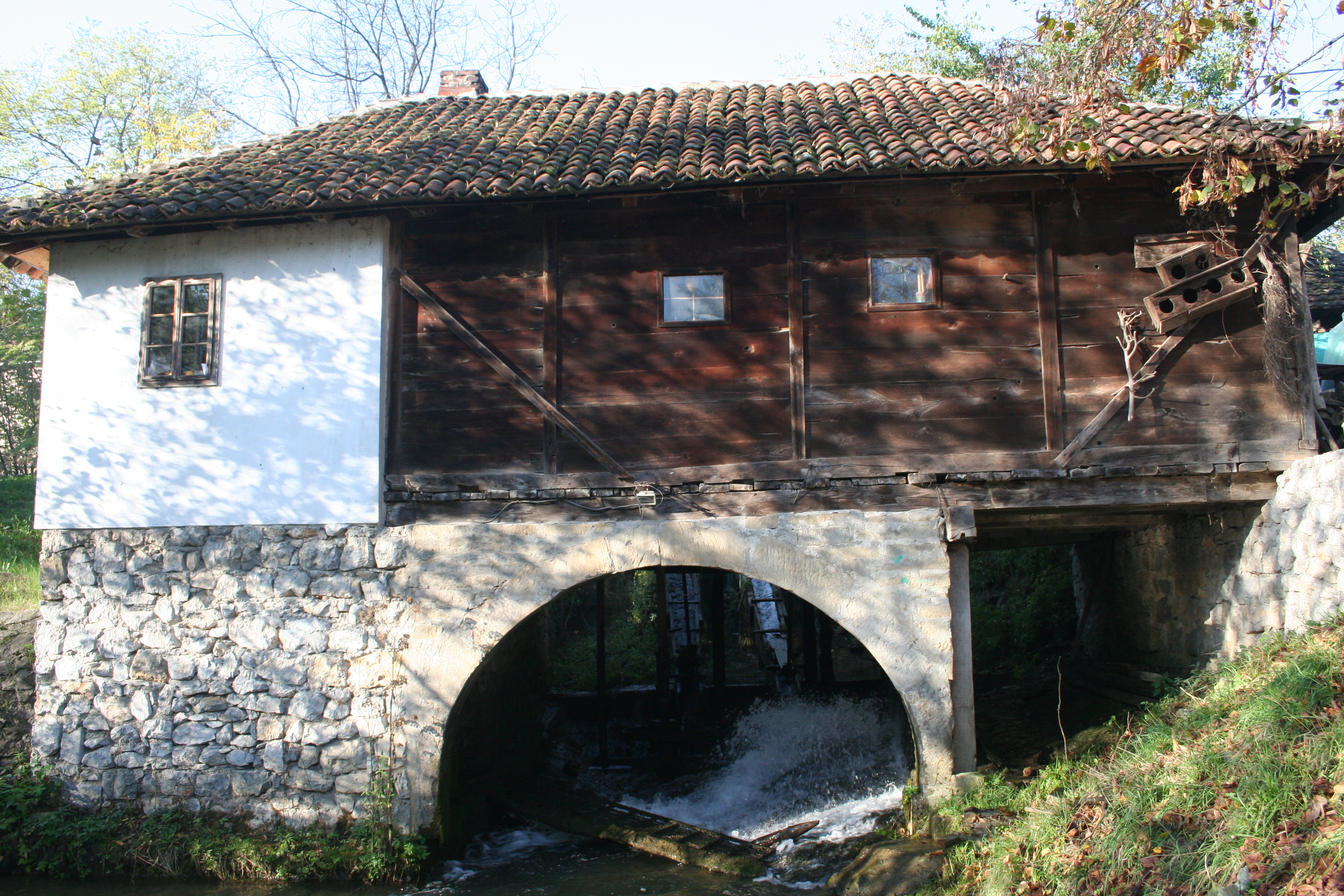
Autre vue du moulin.

Le moulin, également connu sous le nom de « moulin Ilovačić » (en serbe : Ilovačića vodenica), se trouve dans la gorge de la rivière Gradac. Il a été construit à la fin du XVIIIe siècle ou au début du XIXe siècle[réf. nécessaire]. Avec ses quatre soubassement en pierres, il était autrefois situé à la sortie de la vieille čaršija de Tešnjar sur la rivière Kolubara, là où se trouvait le palais de Jevrem Obrenović, le frère du prince Miloš Obrenović. En 1813, il est passé dans les mains de Jakov Nenadović puis a été loué aux familles Karamarković et Ilovačić. Il a continué à fonctionner jusqu'en 1955[réf. nécessaire].
Il a ensuite été laissé à l'abandon jusqu'en 1989, quand il a été transféré dans la gorge de la rivière Gradac. Depuis lors, il a repris du service et fonctionne au sein de la Société écologique Gradac qui a entrepris sa restauration.

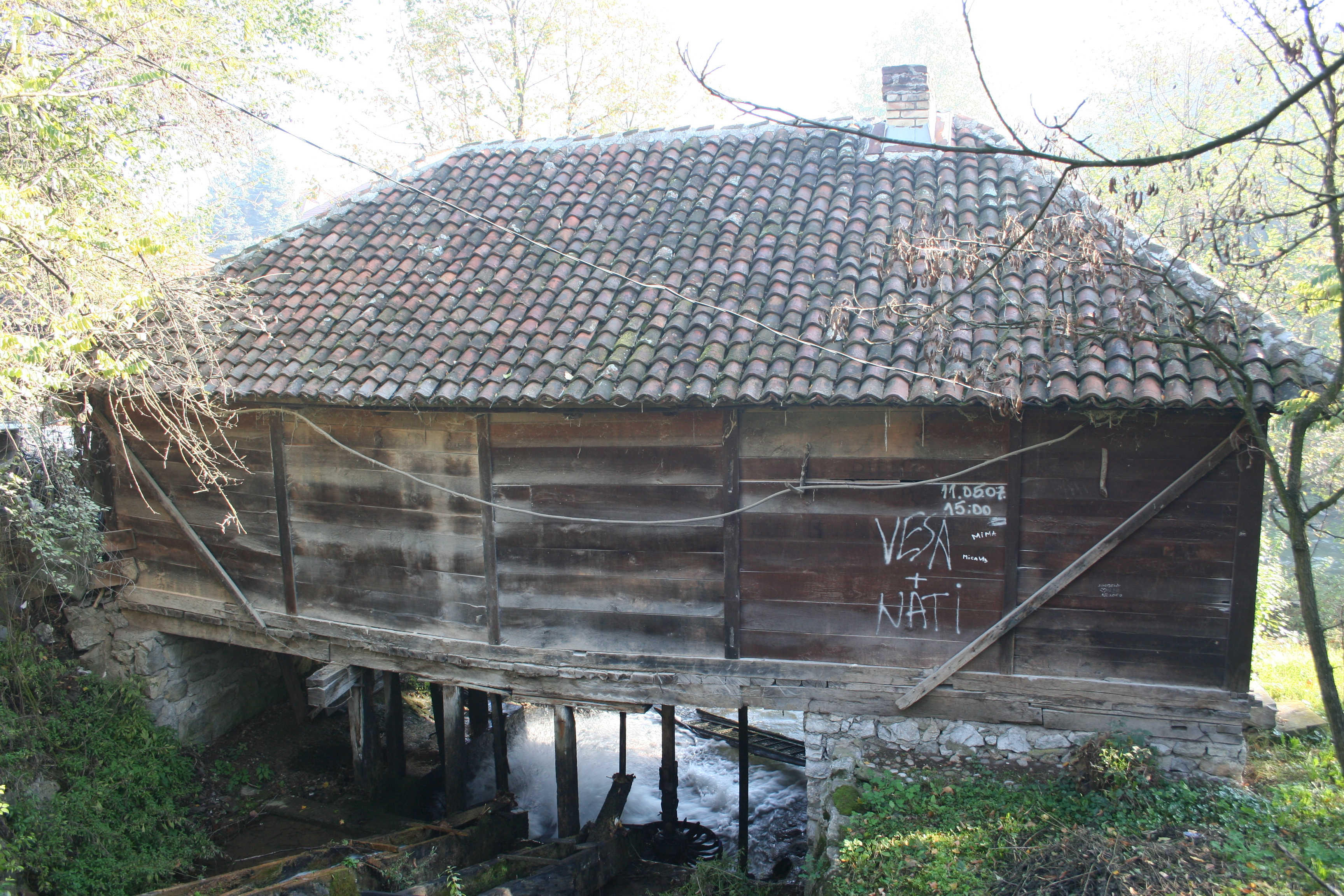
Autre vue du moulin.